# Wolica Druga
Wolica Druga – wieś w Polsce położona w województwie lubelskim, w powiecie janowskim, w gminie Modliborzyce.
| SIMC    | Nazwa        | Rodzaj    |
| ------- | ------------ | --------- |
| 0799948 | Wolica Górna | część wsi |

W latach 1975–1998 miejscowość administracyjnie należała do województwa tarnobrzeskiego.
Miejscowa ludność wyznania katolickiego przynależy do Parafii św. Stanisława w Modliborzycach.